# Brachythele speculatrix
Espèce
Brachythele speculatrix est une espèce d'araignées mygalomorphes de la famille des Nemesiidae.

## Distribution
Cette espèce est endémique de Croatie. Elle se rencontre vers Crni Dabar.

## Description
La carapace de la femelle juvénile holotype mesure 5,6 mm de long sur 4,1 mm et l'abdomen 7,5 mm de long sur 4,75 mm.

## Publication originale
- Chyzer & Kulczyński, 1897 : Araneae Hungariae. Tomus II. Academia Scientiarum Hungaricae, Budapest, p. 147-366.